# سفارت ایالات متحده آمریکا در سایگون
سفارت ایالات متحده آمریکا در سایگون (به لاتین: Embassy of the United States) یک منطقهٔ مسکونی و نمایندگی سیاسی ایالات متحده آمریکا در ویتنام جنوبی است که در هوشی‌مین (شهر) واقع شده‌است.